# Штойбен
Штойбен  — німецький пасажирський лайнер 1920–1940 років. Носив також назви «Мюнхен» і «Генерал фон Штойбен». Виконував пасажирські рейси до Нью-Йорка, плавав як круїзне і госпітальне судно. За аналогічним проектом побудовано ще одне судно, котре отримало назву «Штутгарт». Загибель лайнера «Штойбен» є у списку найбільших морських катастроф. На ньому після торпедування радянським човном у 1945 році загинуло 3608-4200 осіб.

## Мюнхен
Побудовано у 1922 році під назвою «Мюнхен» на верфі AG Vulcan Stettin у Щецині. Спущено на воду у червні 1923 року. Після введеним в експлуатацію стало першим побудованим пасажирським судном Північно-Німецького пароплавства для роботи в Атлантиці після Першої світової війни. Штойбен був третім німецьким кораблем під ім'ям «Мюнхен». В січні 1924 року введений в експлуатацію і його однотипний близнюк — пасажирський лайнер Штутгарт. Вони були використані в трансатлантичних перевезеннях, мали три класи розміщення пасажирів: І клас — 171 місць, ІІ клас — 350 місць, III клас — 558 місць, загалом 1078 місць. Взимку 1925–1926 років проведено першу модернізацію обладнання пасажирських місць, збільшено кількість місць з кращими умовами перебування за рахунок зменшення загальної пасажиромісткості. «Мюнхен» також іноді служив з 1925 року для рекреаційних подорожей на морі, як круїзний лайнер. Зокрема він з 17 липня по 12 серпня 1925 року здійснив і полярний одиничний круїзний похід. По приходу 11 лютого 1930 в порт Нью-Йорка (США), під час розвантаження вантажу, відбулася пожежа. Коли корабель був готовий до виходу в море він пройшов своїм ходом назад в Бремен. Там, під час ремонту на верфі AG Weser з 1 липня 1930 по 18 січня 1931 року, був відновлений, встановлено нові двигуни і знову змінено пасажирську частину судна. Модернізація енергетичної установки збільшила швидкість лайнера до 16,3 вузла.

## «Генерал фон Штойбен», «Штойбен»
У 1931 році корабель повернувся на флот, і був перейменований на «Генерал фон Штойбен», на відзначення американсько-німецької дружби і 200-ї річниці з дня народження американського генерала прусського походження — учасника війни за незалежність США Фрідріха Вільгельма фон Штойбена. У ті часи в Нью-Йорку ще проводилися паради німецько-американської дружби з назвою Штойбен-парад. Завдяки новим двигунам лайнер зрівнявся за технічними характеристиками з новими швидкими пароплавами Бремен, Європа і Колумб. В атлантичних перевезеннях він вже рідко використовувався, частіше був круїзним німецьким лайнером NDL. А з 1935 року «Генерал фон Штойбен» використовувався вже тільки як круїзний для 484 пасажирів, зокрема державою. Він був єдиним кораблем круїзного класу на котрому не проводилися подорожі KdF. У листопаді 1938 року, після погіршення стосунків зі США, він перейменований на «Штойбен».

## Війна
«Штойбен», відповідно до домовленостей з Естонією (від 15 жовтня 1939 року) і з Латвією від 30 жовтня 1939 року перевозив балтійських німців у Третій Рейх, примусового переміщених зі своїх місць проживання.

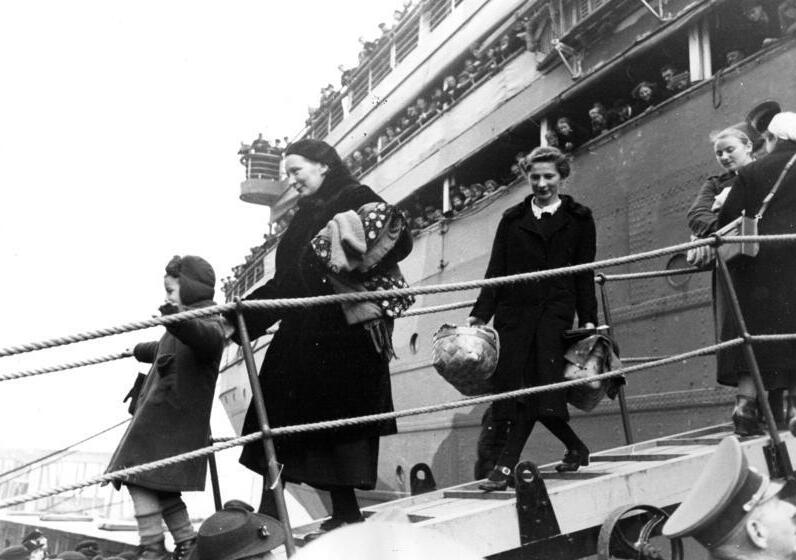
Переселені німецькі балти залишають «Штойбен» в Щеціні, 1939 рік

Під час Другої світової війни до 1944 року лайнер використовувався як готель для вищого командного складу Крігсмаріне в Кілі і Данцигу, після 1944 судно переобладнано в госпітальне і брало участь в евакуації людей (переважно поранених військовослужбовців та біженців) з Східної Пруссії від наступу Червоної Армії. До грудня 1944 року «Штойбен» виконав 18 рейсів, евакуювавши загалом 26445 поранених і 6694 біженців.

### Потоплення
9 лютого 1945 лайнер «Штойбен» вийшов з порту Піллау (нині Балтійськ) і попрямував в Кіль, на борту лайнера перебувало понад 4000 чоловік — близько 2680 поранених, 270–300 осіб медичного персоналу, 150–285 членів екіпажу і близько 900 біженців. Число біженців німецька сторона вважає невизначеною. Німецький лайнер виявлений увечері 9 лютого радянським підводним човном С-13 під командуванням Олександра Маринеско. Судно запідозрене командиром човна у супроводі міноносця T-196 і тральщика TF-10. Протягом чотирьох з половиною годин радянський підводний човен переслідував «Штойбен» і нарешті вночі 10 лютого в 00:55 торпедував лайнер двома торпедами. При торпедуванні лайнера командир підводного човна Маринеско висловлював переконання, що перед ним був не пасажирський лайнер, а військовий крейсер «Емден», хоча цей крейсер був вже потопленим на цей час. Про те, що це не так, Маринеско, за його словами, дізнався після повернення на базу в фінський Турку з місцевих газет. Лайнер затонув через 15 хвилин, при цьому загинуло 3600-4200 чоловік. Врятовано близько 660 людей сторожовим кораблем TF 10, переобладнаним у торпедний з рибальського човна, котрий прийшов на допомогу.
Потоплений лайнер «Штойбен» знайдений й ідентифікований у травні 2004 року дослідницьким кораблем «ОВП Арцтовскі» ВМС Польщі. Фотографії і малюнки знайденого лайнера передані в архів, а в 2005 році National Geographic їх опублікувало.

## Близнюк «Штутгарт»
«Штутгарт» зробив 15 січня 1924 року перший рейс в Нью-Йорк. На початку 1928 року, також змінено його пасажирську частину об'єкта і він збільшив кількість суден підвищеної комфортабельності. 1933–1934 роках він використаний в Бремерхафен, як професійно-технічне училище для моряків. У 1937 році повернувся на флот як круїзний лайнер на 990 пасажирів, а 1 вересня 1938 року проданий німецькому фронту праці (профспілці). 23 серпня 1939 року переданий ВМФ, як госпітальне судно. 9 жовтня 1943 лайнер, в порту Готенхафен, загинув від американського повітряного удару. Палаючий корабель відбуксирували в Балтійське море де він і затонув. Під час цього нападу загинуло 48 людей.

## Галерея

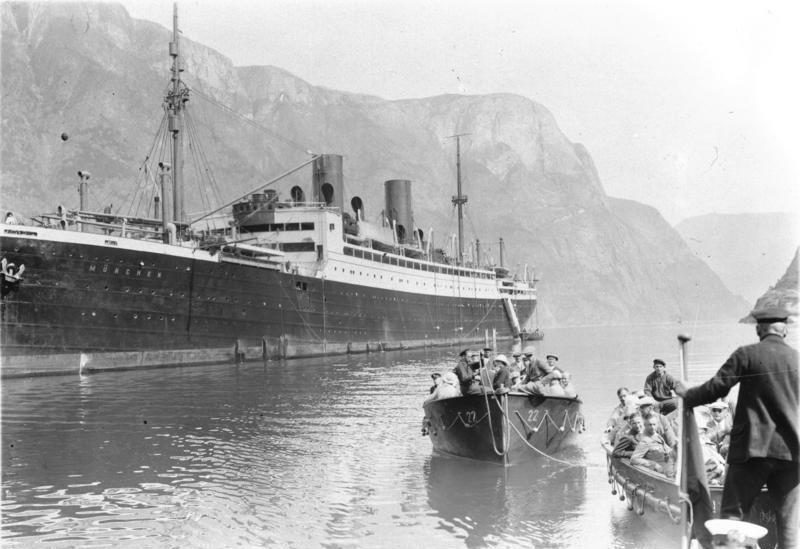
1925 рік, Шпіцберген
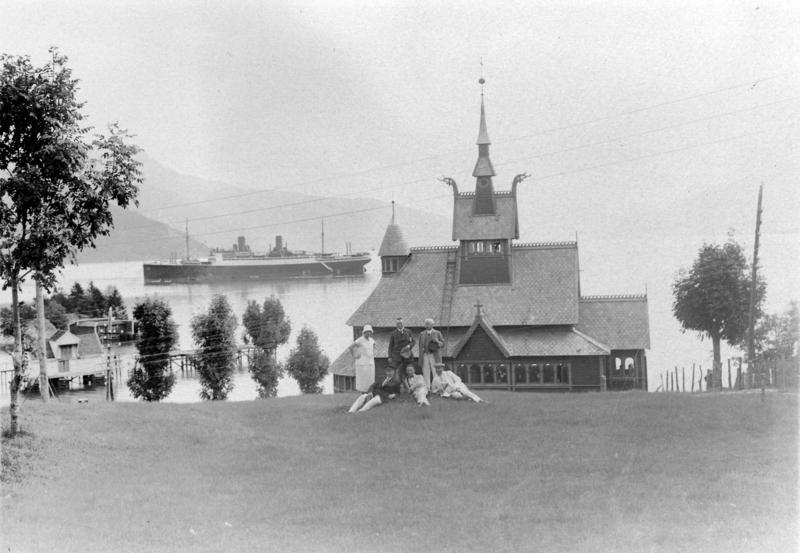
1925 рік, Шпіцберген
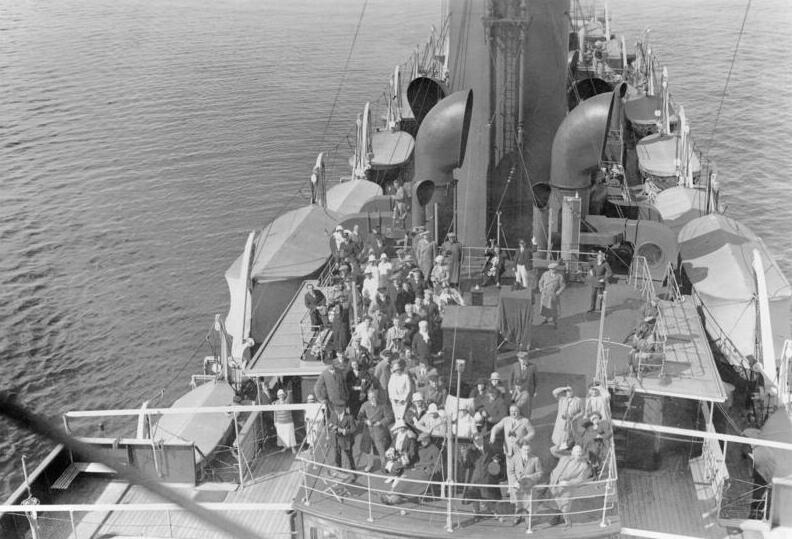
1925 рік, Шпіцберген
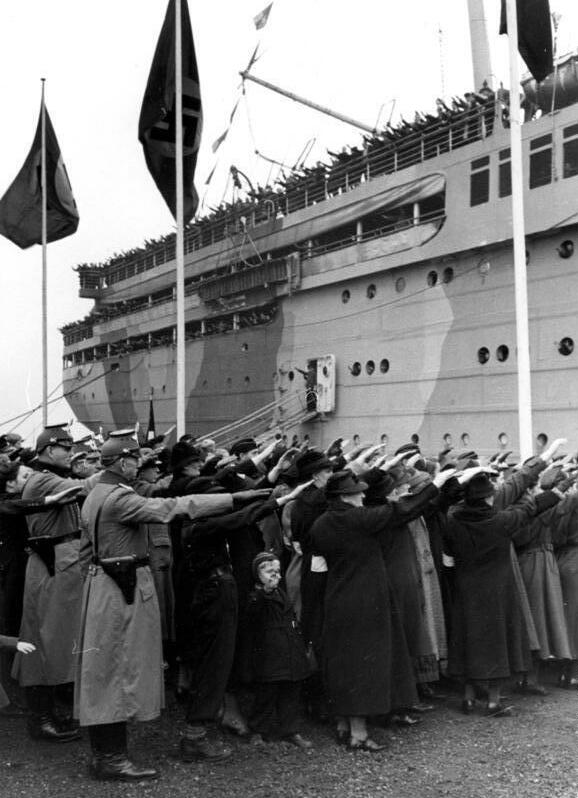
1939 рік, прибуття німців-переселенців в м. Щецін